# Zerbino (personaggio)
Zerbino è un personaggio dell'Orlando furioso, poema epico-cavalleresco di Ludovico Ariosto. Assurge a modello del perfetto cavaliere, e come tale viene risparmiato dall'ironia con cui il poeta pervade gran parte dei suoi versi.

## Il personaggio
Zerbino, principe ereditario di Scozia e fratello di Ginevra, va alla giostra di Baiona; qui conosce la principessa saracena galiziana Isabella, se ne innamora, la rapisce. Un po' alla volta il suo sentimento inizia a essere ricambiato, fino a diventare un grandissimo amore reciproco.
Il giovane parte poi per Parigi con un gran numero di cavalieri al seguito, intenzionato a portare aiuto a Carlo Magno che è assediato dai saraceni. Fa strage di nemici. Una notte cattura Medoro, ma essendosi reso conto che questi è ancora un adolescente abbandona l'iniziale proposito di ucciderlo. In seguito Zerbino rimane coinvolto in varie disavventure per gli intrighi della perfida vecchia Gabrina, rischiando persino di venire condannato a morte, ma Orlando riuscirà a provarne l'innocenza.
Zerbino riprende quindi il suo posto nell'esercito cristiano e viene mortalmente ferito da Mandricardo: prima di chiudere gli occhi per sempre gli sarà dato di rivedere un'ultima volta la sua Isabella.

## Antonomasia
Nonostante il ritratto estremamente positivo che ne fa Ariosto, il nome del personaggio è diventato in italiano sinonimo di «giovane galante, curato nella persona ed elegante ma in modo eccessivo e ostentato, che rivela scarsa signorilità e mancanza di buongusto».

## Zerbino nella letteratura post-ariostesca
- La figura dell'eroe verrà ripresa da Giovanni Dolfin nella sua tragedia Il Medoro.

## Zerbino nell'arte
- Massimo d'Azeglio eseguì nel 1838 Morte di Zerbino, uno dei suoi dipinti più noti.

## Nella cultura di massa
- Nello sceneggiato televisivo Orlando furioso del 1975 diretto da Luca Ronconi, Zerbino è interpretato da Marzio Margine.

## Fonti
- Ludovico Ariosto, Orlando Furioso.
- Giovanni Dolfin, Il Medoro.